# Fuente Littlefield
La Fuente Littlefield (en inglés: Littlefield Fountain) es un monumento del escultor de origen italiano Pompeo Coppini, ubicado en el campus principal de la Universidad de Texas en Austin, Texas al sur de Estados Unidos.
La fuente fue construida con dinero de un fideicomiso de $ 250.000 establecido por el alcalde George W. Littlefield como un monumento conmemorativo de la Universidad de Texas, para los alumnos y exalumnos que murieron en la Gran Guerra, ahora conocida comúnmente como la Primera Guerra Mundial Se estrenó en el año 1933, en un momento en el Edificio Principal anitguo todavía estaba en uso. 
La fuente conmemorativa tiene una inscripción en latín que dice; "Brevis a natura nobis vita est de datos en memoria bene redditae vitae Sempiterna" que quiere decir "Una vida corta ha sido dado por la naturaleza al hombre, pero el recuerdo de una vida establecida en una buena causa permanece para siempre."